# 中村光 (漫画家)
中村 光（なかむら ひかる、1984年4月21日 - ）は、日本の漫画家。静岡県田方郡中伊豆町（現・伊豆市）出身。女性。血液型はO型。

## 来歴
1984年、静岡県の窯元の家に生まれる。幼いころより父親の影響で絵をよく描いており、初めて読んだ漫画『ドラゴンボール』に影響を受け、漫画を描き始める。中学3年生の時より、本格的に漫画家を目指すようになる。
2001年、16歳（高校1年生）の時に『海里の陶』が『月刊ガンガンWING』（スクウェア・エニックス）11月号に掲載され、デビュー。同誌にて初の連載となる『中村工房』を2002年4月号より2003年12月号まで連載。
2004年、『ヤングガンガン』（スクウェア・エニックス）創刊号より『荒川アンダー ザ ブリッジ』を連載開始。2010年にアニメ化、2011年にテレビドラマ化、2012年には映画化された。『荒川アンダー ザ ブリッジ』と並行し、2006年に『モーニング・ツー』（講談社）より『聖☆おにいさん』を連載開始。2009年に手塚治虫文化賞短編賞を受賞。
2011年秋に出産のために2作品を休載し、同年11月16日に出産したことをTwitterで発表。2012年春に連載再開。2015年、『荒川アンダー ザ ブリッジ』完結。
2016年、『週刊ヤングジャンプ』2016年49号より『ブラックナイトパレード』の集中連載を開始。
2021年6月、デビュー20周年を記念して、展覧会「中村光の世界展」を開催。

## 人物
- 『荒川アンダー ザ ブリッジ』の単行本が発売されるたびにサイン会を行っている。
- 投稿時代はシリアスな作品を描いていたが、一転してギャグ漫画家としてデビューすることになった。住吉文子とはデビュー前から交友がある。
- ギャグのルーツはうすた京介だという[11]。また、影響を受けた漫画家にかわぐちかいじなどを挙げている[1]。
- 3人兄弟の末っ子で、兄と姉が居る。
- 動物愛護のため、菜食に加えて卵や乳製品を食べる卵乳菜食（ベジタリアン）であったが[12]、現在は肉も魚も食べている[13]。
- 2025年1月、Threadsにて8年前に離婚していたこと、4年前に再婚し、現在は夫と2人の子供達と暮らしていることを報告した[14]。

## 作品リスト
- 中村工房（『月刊ガンガンWING』2002年4月号 - 2003年12月号、全3巻）
- 荒川アンダー ザ ブリッジ（『ヤングガンガン』2004年創刊号 - 2015年No.14、全15巻）
- 聖☆おにいさん（『モーニング・ツー』2006年1号 - 連載中、既刊22巻）
- ヒゲも制服のうち（『ガンガン戦-IXA-』2009年冬の陣、読切、『荒川アンダー ザ ブリッジ』第10巻収録）
- どうしても叶えたいたったひとつの願いと割とそうでもない99の願い（『週刊ヤングジャンプ』2015年6・7合併号、読切、原作:西尾維新。後は「大斬-オオギリ-」に収録、全1冊、2015年4月3日初版発行）[15]
- ブラックナイトパレード（『週刊少年ヤングジャンプ』2016年49号 - 2019年34号、『ウルトラジャンプ』2019年10月号 - 連載中、既刊10巻）

## エンドカード
- 夏のあらし!（第8話 エンドカード）
- はなまる幼稚園（第12話 エンドカード）
- 荒川アンダー ザ ブリッジ（第13話 エンドカード）
- 荒川アンダー ザ ブリッジ×ブリッジ（第13話 エンドカード）
- 3月のライオン（第19話 エンドカード）
- 進撃の巨人（第11話 エンドカード）

## 展覧会
- 2015年9月 大英博物館「Manga now　three generations （漫画の現在 三世代）」展[16]。ちばてつや・星野之宣とともに、三世代の漫画家のひとりとして取り上げられる。